# Classe Stalingrad
Pour les articles homonymes, voir Stalingrad (homonymie).
La classe Stalingrad, également connue sous le nom de Projet 82 en URSS (en russe : Тяжёлые крейсера проекта 82) est une classe de croiseurs de bataille destinée à servir dans la marine soviétique après la Seconde Guerre mondiale. Trois à quatre navires furent commandés mais tous furent annulés entre 1951 et 1953.

## Histoire
Il s'agit d'un format intermédiaire entre les croiseurs légers de la
classe Kirov et de la classe Tchapaïev et les croiseurs de bataille de la classe Kronshtadt (en). Initialement prévus pour 1941, le programme de construction de ces bâtiments est suspendu en raison de l'opération Barbarossa, l'invasion allemande de l'URSS. En 1951, le généralissime Joseph Staline approuve le projet et les quilles de deux navires sont (mises sur cale) posées au chantier naval de Mykolaïv en RSS d'Ukraine et aux chantiers navals de la Baltique à Léningrad en RSS de Russie ainsi qu'une autre au chantier naval de Severodvinsk.
Selon Staline, le rôle de ces croiseurs était de détruire les éventuels croiseurs légers ennemis s'approchant des côtes soviétiques. Cependant, après la mort, en 1953, du Président du Conseil des ministres de l'Union soviétique leur programme de construction est annulé par Ivan Isidorovich Nosenko, ministre des transports et de l'industrie lourde. Leurs coques, incomplètes, deviennent alors des cibles flottantes pour les missiles antinavires tirés par un croiseur (l'Admiral Nakhimov) ou par des avions de l'armée de l'air soviétique et sont détruites en 1962.
Les tourelles de ces croiseurs servirent au montage des paraboles de 16 mètres du réseau soviétique de communication avec l'espace lointain dans les années 1960.